# Alexander Altmann (1906-1987)
Pour les articles homonymes, voir Alexander Altmann et Altmann.
Alexander Altmann est un érudit et rabbin orthodoxe du XXe siècle (16 avril 1906 – 6 juin 1987).
Principalement connu pour ses études sur la pensée de Moses Mendelssohn, il fut le premier érudit à l'avoir étudié depuis le temps de Mendelssohn lui-même. Il apporta aussi des contributions importantes à l'étude du mysticisme juif, et pendant une grande partie de sa carrière, il fut le seul chercheur aux États-Unis à travailler sur ce sujet dans un cadre purement universitaire.

## Éléments biographiques
Alexander Altmann naît à Kaschau, en Autriche-Hongrie (aujourd'hui Košice, en Slovaquie).
Son père est le grand-rabbin de Trèves, qui comporte l'une des communautés juives les plus anciennes d'Allemagne. Il est éduqué tant dans les sciences profanes, obtenant son doctorat en philosophie à l'université de Berlin en 1931 avec une thèse sur la philosophie de Max Scheler, que dans les domaines juifs traditionnels, recevant son ordination rabbinique au Séminaire rabbinique Hildesheimer à Berlin la même année. De 1931 à 1938 il exerce les fonctions de rabbin à Berlin et de professeur de philosophie juive au Séminaire.
Fuyant l'Allemagne nazie en 1938, Altmann émigre en Angleterre, officiant comme rabbin à Manchester, de 1938 à 1959. Il poursuit, parallèlement à ses charges communautaires, ses recherches universitaires, publiant en 1946 une traduction et un commentaire de l’Emounot veDeot (« Croyances et Opinions ») de Saadia Gaon. Ses activités savantes le conduisent finalement à fonder et diriger, de 1953 à 1958, l’Institute of Jewish Studies, qui était, à l'époque, une institution indépendante. Il y édite le Journal of Jewish Studies and Scripta Judaica et fait paraître son travail sur Isaac Israeli.
Après avoir assuré l'avenir de l'Institut en le plaçant sous les auspices de l’University College de Londres, il quitte l'Angleterre en 1959 et s'installe aux États-Unis, où il travaille activement pendant une décennie et demie comme professeur au département de philosophie de l'université Brandeis de Waltham. Bien qu'âgé de 53 ans et auteur de près de 100 publications, sa nomination à Brandeis est pour lui son premier poste universitaire. À Brandeis, il enseigne la philosophie juive et l'histoire des idées à la chaire Philip W. Lown, de 1959 jusqu'à sa retraite et son éméritat en 1976. Selon Ivry, il a également joué un rôle important dans l'acquisition par la Brandeis de la collection complète d'Hebraica du Vatican sur microfilm.
De 1976 à 1978, il est professeur invité à l'université Harvard et à l'université hébraïque de Jérusalem. De 1978 jusqu'à sa mort, il est associé au Centre d'études juives de l'université Harvard. Pendant tout le temps où il réside dans la région de Boston (à Newton Centre), il fait de sa maison un lieu de rencontre pour les érudits et les étudiants juifs, les accueillant souvent pour les repas de chabbat. La soif de nouvelles connaissances ne faiblit jamais chez lui, même dans ses dernières années : il aurait, à 65 ans, suivi en simple étudiant des cours de langue copte donnés à l'université Brandeis, dans le simple désir d'acquérir une nouvelle compétence.

## Œuvres
Alexander Altmann a produit, au cours de sa longue carrière de chercheur, de nombreux travaux, en allemand, en anglais et en hébreu. Bien qu'ayant, au début de sa carrière, brièvement participé à l'élaboration d'une théologie juive, il a délaissé ces aspects pour se consacrer à la philosophie et à la mystique juives médiévale, ainsi qu'aux travaux du philosophe Moses Mendelssohn. Ses recherches sur ce dernier visaient surtout à rendre à cette figure du judaïsme son statut de philosophe original, et de ne plus le considérer comme un simple vulgarisateur de la pensée des Lumières. Par ailleurs, ses travaux sur Isaac Israeli ont sauvé ce penseur d'un oubli, qu'il ne méritait pas, selon Ivry.
Dans son Maimonides on the Intellect and the Scope of Metaphysics (1986), il soutient, contre Shlomo Pines, qui avait considéré Moïse Maïmonide comme un sceptique en matière de philosophie, que Maïmonide voyait au contraire une véritable valeur à l'entreprise philosophique, et l'estimait capable d'aboutir à une vérité authentique.
Manfed Altman a réalisé une bibliographie complète des travaux publiés par Alexander Altmann. Parmi les plus connus figurent  :
- Saadya Gaon: Book of Doctrines and Beliefs (traduction abrégée de l'original arabe avec introduction et notes), in Three Jewish Philosophers, Atheneum, New York, 1969
- avec Salomon Miklos Stern: Isaac Israeli: A Neoplatonic Philosopher of the Early Tenth Century. His Works Translated with Comments and an Outline of His Philosophy, Oxford University Press, 1958, réimprimé par Greenwood Press, 1979.
- Biblical Motifs: Origins and Transformations, Harvard University Press, 1966.
- Moses Mendelssohn's Fruehschriften zur Metaphysik, Mohr (Tübingen, Allemagne), 1969.
- Studies in Religious Philosophy and Mysticism, Cornell University Press, 1969.
- Moses Mendelssohn: A Biographical Study, University of Alabama Press, 1973.
- Essays in Jewish Intellectual History, University Press of New England for Brandeis University Press, 1981.
- (he) Essays in Judaism, Tel-Aviv, 1982.
- (de) « Publications de et sur Alexander Altmann (1906-1987) », dans le catalogue en ligne de la Bibliothèque nationale allemande (DNB).

## Postérité
Parmi les nombreux étudiants de Brandeis dont Alexander Altmann a supervisé le travail, on trouve Arthur Green, Heidi Ravven, Lawrence Fine et Daniel Matt.

## Sources
- (en) Cet article est partiellement ou en totalité issu de l’article de Wikipédia en anglais intitulé « Alexander Altmann » (voir la liste des auteurs).